# 埃格施泰特
埃格施泰特是德国石勒苏益格－荷尔斯泰因州的一个市镇。总面积12.79平方公里，总人口772人，其中男性385人，女性387人（2011年12月31日），人口密度60人/平方公里。